# Tuparezetes
Tuparezetes – rodzaj roztoczy z kohorty mechowców i monotypowej rodziny Tuparezetidae.
Rodzaj ten został opisany w 1969 roku przez A.V. Spaina. Gatunkiem typowym wyznaczono Tuparezetes christineae. Autorem rodziny jest natomiast János Balogh.
Mechowce te mają tęgie szczękoczułki i duże, parzyste kolce na prodorsum. Ich notogaster pokryty jest warstwą wosku. Sensilusy mają kuliste. Szczeciny notogastralne występują w liczbie 9 par, genitalne 6 par, aggenitalne 1 pary, analne 2 par, a adanalne 3 par. Odnóża trójpalczaste.
Rodzaj endemiczny dla Nowej Zelandii.
Należą tu 2 opisane gatunki:
- Tuparezetes christineae Spain, 1969
- Tuparezetes philodendrus Spain, 1969